# 蒙托茨山
47°13′02″N 7°16′28″E / 47.21709°N 7.27436°E

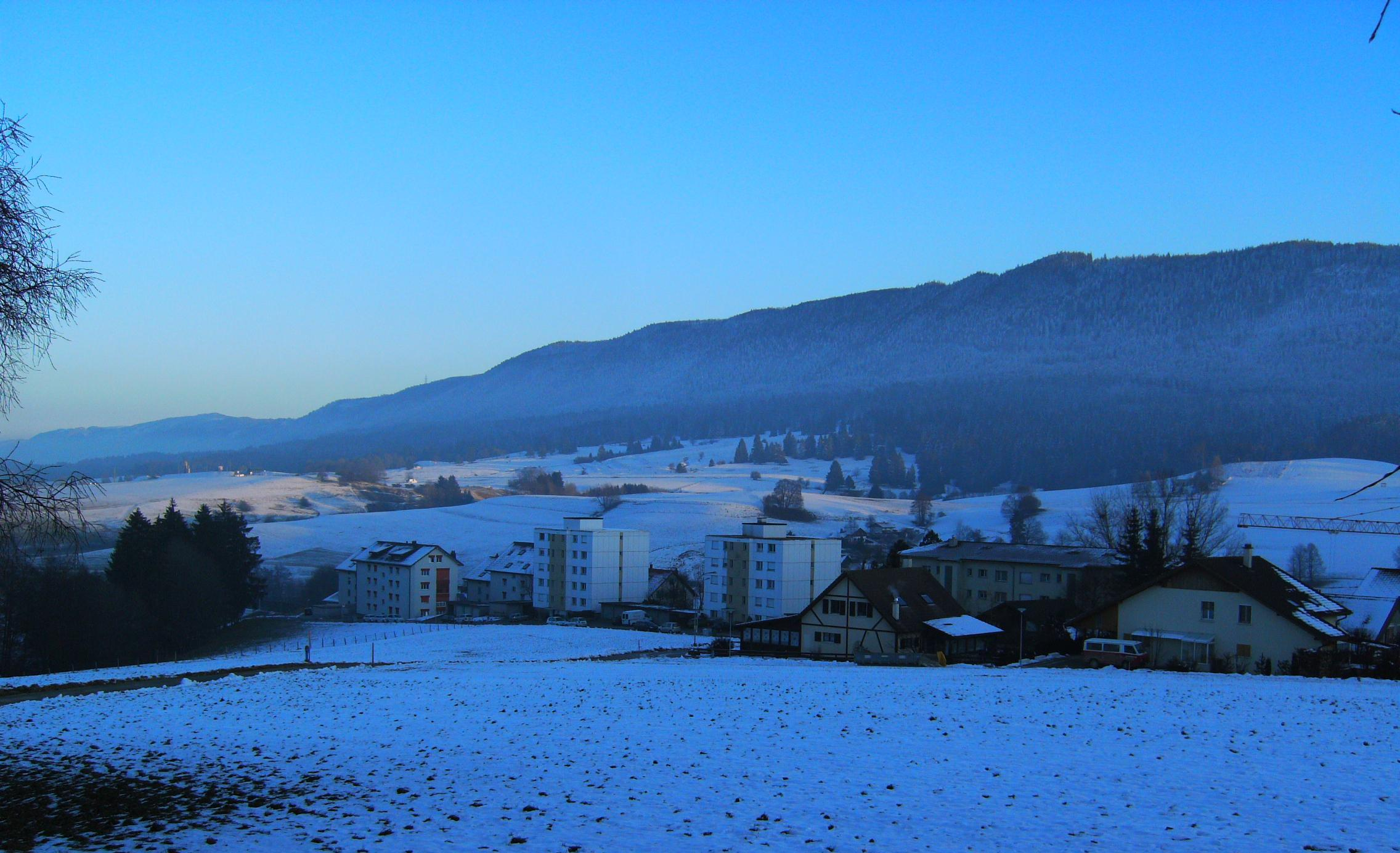

蒙托茨山（Montoz），是瑞士的山峰，位於該國中部，由伯恩州負責管轄，處於塔瓦訥約6公里，距離莫龍山5.1公里，海拔高度1,328米，每年平均降雨量1,618毫米。